# Sorø Sogn
Sorø Sogn er et sogn i Ringsted-Sorø Provsti (Roskilde Stift).
Sorø Sogn lå i Sorø Købstad, som kun geografisk hørte til Alsted Herred i Sorø Amt. Ved kommunalreformen i 1970 blev Sorø Købstad kernen i Sorø Kommune.
I Sorø Sogn ligger Sorø Klosterkirke.
I sognet findes følgende autoriserede stednavne:
- Hjortenæs (areal)
- Sorø (bebyggelse)